# Facultad de Economía y Empresa (Universidad de Murcia)
La Facultad de Economía y Empresa se encuentra en el Campus de Espinardo de la Universidad de Murcia, situado al norte de esta ciudad.

## Historia
Esta facultad fue creada en enero de 2001 como consecuencia de la unión de la Escuela Universitaria de Estudios Empresariales, creada en 1971 con origen en la Escuela Pericial de Comercio de 1921, y la Facultad de Ciencias Económicas y Empresariales, creada en 1981.
En ella se cursan los estudios en Administración y Dirección de Empresas (ADE), Economía, Marketing, Sociología, además del Programa de Estudios Conjuntos en ADE y Derecho.
Actualmente, cuenta con más de 250 profesores ubicados en diferentes departamentos, sobre los 4.400 alumnos matriculados en los diferentes grados y más de 30 personas vinculadas al cuerpo de administración y servicios.
Los estudios de Grado en Administración y Dirección de Empresas y en Economía se iniciaron en el curso 2009-2010, además del Programa de Estudios Conjunto Oficial de Grado en ADE y Grado en Derecho, al tiempo que se implantaron un Sistema de Garantía de Calidad, evaluado positivamente por ANECA en octubre de 2009, y un Plan de Acción Tutorial, lo que ha supuesto la plena integración en el denominado Espacio Europeo de Educación Superior (EEES).
Como centro educativo, la Facultad tiene como misión la formación integral de sus alumnos, por lo que debe añadir a la formación específica, relativa a la adquisición de los conocimientos económicos y empresariales y al desarrollo de las competencias y habilidades que demanda el mercado, una sólida formación en valores éticos, basándose en un proceso de enseñanza-aprendizaje que tiene como eje un conjunto de metodologías docentes participativas, de fuerte carácter aplicado y el apoyo de las tecnologías de la información y la comunicación.

## Estudios

### Grados
- Grado en Administración y Dirección de Empresas

en inglés o en español
- Grado en Economía

- Grado en Sociología

- Grado en Marketing

- Programación conjunta: Grado en Administración y Dirección de Empresas y Grado en Derecho

### Másteres
- Auditoría de Cuentas
- Ciencias de la Empresa
- Desarrollo Económico y Cooperación Internacional.
- Dirección de Empresas (MBA)
- Finanzas
- Sociología Aplicada

### Doctorados
- Ciencias de la Empresa
- Interuniversitario en Economía
- Desarrollo y Cooperación Internacional
- Sociedad, Desarrollo y Relaciones Laborales

## Instalaciones
Las instalaciones de esta facultad son las siguientes:
- Aulas de teoría y práctica
- Aulas de Informática
- Laboratorio de Idiomas
- Espacios de trabajo y estudio
- Seguridad, prevención y promoción de la salud